# Isaak Il'ič Levitan

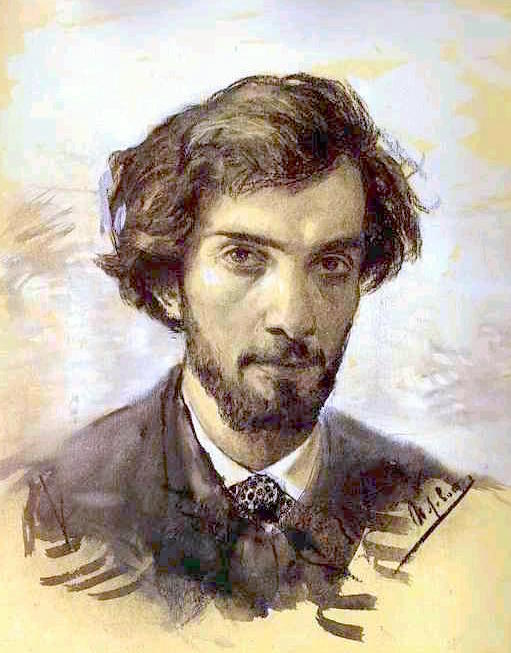
Autoritratto di Isaak Levitan, 1880

Isaak Il'ič Levitan (in russo Исаак Ильич Левитан?; Kaunas, 30 agosto 1860 – Mosca, 4 agosto 1900) è stato un pittore, docente e paesaggista russo.

## Biografia
Isaak Levitan nacque il 30 agosto 1860 nel villaggio di Kibarti (governatorato di Kaunas, Lituania) da una famiglia povera, ma amante della cultura. Il padre, figlio di un rabbino, aveva frequentato la scuola ebraica e si era poi ulteriormente formato come autodidatta. A Kaunas era insegnante di francese e tedesco, e lavorava come traduttore presso il cantiere del ponte ferroviario, appaltato a una ditta francese.
Agli inizi degli anni settanta la sua famiglia si trasferì a Mosca dove, nel 1873, Isaak fu ammesso all'Istituto tecnico di pittura, scultura e architettura, già frequentato, dal 1871, da suo fratello maggiore Avel' e dove ebbe tra i suoi insegnanti Vasilij Perov, Aleksej Savrasov e Vasilij Polenov.
Nel 1875 morì sua madre e si ammalò gravemente suo padre. Questi, costretto dalla malattia a lasciare il lavoro presso le ferrovie, si trovò nell'impossibilità di mantenere, con le ripetizioni private, i quattro figli. Le condizioni della famiglia erano tali che l'Istituto di tanto in tanto elargiva ai due fratelli sussidi e, nel 1876, li esonerò dal pagamento della retta «in considerazione delle [loro] condizioni di estrema indigenza» e dei loro «meriti nell'attività artistica». Nel 1877 il padre di Levitan morì di tifo. Per Isaak, per il fratello e le sorelle sopravvenne un periodo di estrema difficoltà e indigenza.
A quel tempo l'artista frequentava la classe di Perov. Un amico di questi, Savrasov, notò le sue capacità e lo prese nella propria classe, quella "dei paesaggi". Nello stesso anno due opere di Levitan, esposte in una mostra, furono notate dalla stampa e il sedicenne artista ricevette una medaglia d'argento piccola e 220 rubli «per poter continuare la sua attività». Nel 1885 terminò gli studi.
Tra il 1889 e il 1890 Levitan viaggiò in Francia e in Italia. Nel 1891 divenne membro dell'Associazione delle mostre d'arte itineranti.
Nel 1892 Levitan, in quanto «ebreo non battezzato», fu costretto ad abbandonare Mosca e per un certo periodo visse nel governatorato di Tver' e in quello di Vladimir. Le premure dei suoi amici ebbero successo e all'artista fu permesso di tornare a Mosca. Per la sua attività ebbe grande rilievo il suo soggiorno, in questo periodo, nella città di Plës, sul Volga.
Credente e praticante per tutta la vita, Levitan osservava puntualmente tutti i precetti della religione ebraica, incluso il divieto di raffigurare immagini umane. Fatta eccezione per l'Autoritratto, da lui dipinto nel 1880, in una soltanto delle sue opere compare una figura femminile: il quadro Giornata d'autunno. Sokol'niki, dove però, secondo varie testimonianze, la figura della donna fu dipinta, per Levitan, da Nikolaj Čechov, fratello del famoso scrittore.
Dal 1898 Levitan fu insegnante all'Istituto tecnico di pittura, scultura e architettura.
L'artista morì il 22 luglio (4 agosto del calendario gregoriano) del 1900, a Mosca.

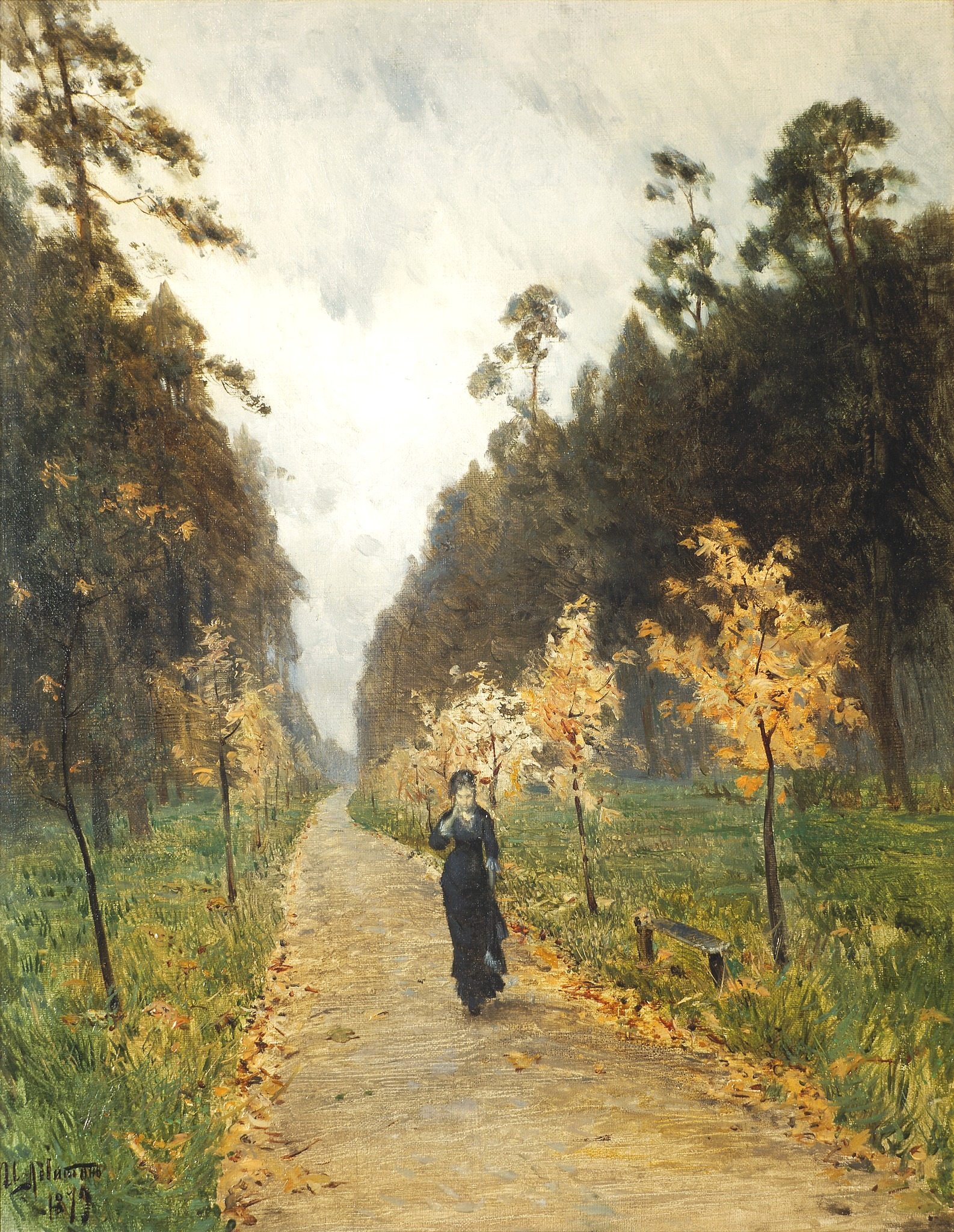
Giornata d'autunno. Sokol'niki di I. Levitan, 1879

### Opere principali
- Giornata d'autunno. Sokol'niki (1879)
- Sera sul Volga (1888)
- Sera. Ples dorata (1889)
- Autunno dorato. Slobodka (1889)
- Boschetto di betulle (1889)
- Dopo la pioggia. Plës (1889)
- Presso il gorgo (1892)
- Vladimirovka (1892)
- Scampanio vespertino (1892)
- Al di sopra della quiete eterna (1894)
- Marzo (1895)
- Primavera: la grande acqua (1896-1897)
- Crepuscolo. Stoga (1899)
- Crepuscolo (1900)
- Lago (1899-1900)